# Президент Російської Федерації

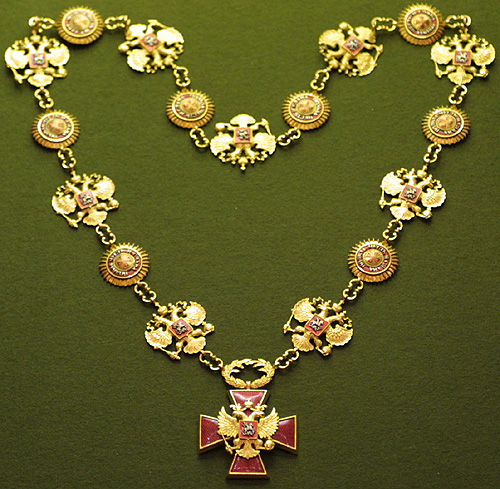
Офіційний знак Президента Росії

Президе́нт Росі́йської Федера́ції — найвища державна посада РФ. Президент Росії є главою держави, який не відноситься, на думку ряду дослідників, до жодної з гілок влади; гарантом Конституції Росії, прав і свобод людини та громадянина в Росії; верховним головнокомандувачем збройних сил Росії, Головою Ради Безпеки РФ.

## Історія
Посада Президента Російської Федерації (до 25 грудня 1991 року — Президента РРФСР) утворена 24 квітня 1991 року як посада вищого посадовця і розділу виконавчої влади однієї з союзних республік СРСР — РРФСР — на основі волевиявлення народу, висловленого на референдумі 17 березня 1991 року.
Затверджуючи результати цього референдуму, Верховна Рада РРФСР 24 квітня 1991 року прийняла Закон РРФСР «Про Президента РРФСР», який регулював діяльність і повноваження президента, і Закон РРФСР «Про вибори Президента РРФСР», який визначив процедуру його обрання. При цьому до Конституції (Основного Закону) РРФСР були внесені відповідні зміни та доповнення.
Після перших виборів президента РРФСР, що відбулися 12 червня 1991 року, потрібно було видати спеціальний закон про порядок вступу його на посаду.
Відповідно до п. 2 ч. 3 ст. 104 чинної на цей момент Конституції 1978 року, визначення внутрішньої та зовнішньої політики РРФСР перебувало у виключному віданні З'їзду народних депутатів РРФСР, а не Президента. Багато в чому він залежав від законодавчої гілки влади, представленої на одному тільки республіканському рівні (тобто не включаючи союзні та місцеві законодавчі органи) трьома нормотворчими органами — З'їздом народних депутатів РРФСР, Верховною Радою РРФСР і Президією Верховної Ради РРФСР. Бажання посилення виконавчої влади та інші чинники призвели до Конституційної кризи 1992—1993 років, «розгону» Верховної Ради Росії та встановлення режиму особистої влади Президента Росії в кінці 1993 року.
24 грудня 1993 року у зв'язку з ухваленням Конституції Росії 12 грудня 1993 року президент видав указ «Про заходи із приведення законодавства Російської Федерації у відповідність до Конституції Російської Федерації», а 19 січня 1994 року спеціальний додаток № 2 до нього в новій редакції (що скасувала раніше опублікований текст даного додатку), яким остаточно визнавалися такими, що не діють і не підлягають застосуванню, законодавчі акти про Верховну Раду, про народних депутатів, про Конституційний суд РРФСР, про місцеві Ради народних депутатів Російської Федерації, колишні акти про Президента Російської Федерації та інші норми, які суперечать новій Конституції.
Конституція РФ 1993 року визначила новий правовий статус Президента РФ такий, що діє і понині.

## Список ПрезидентівРосії
| № | Строк | Фото          | Ім'я                                                                                   | Початок правління | Кінець правління |
| - | ----- | ------------- | -------------------------------------------------------------------------------------- | ----------------- | ---------------- |
| 1 | 1     |               | Єльцин Борис Миколайович (1 лютого 1931—23 квітня 2007)                                | 10 липня 1991     | 10 липня 1996    |
| 1 | 2     | 9 серпня 1996 | Єльцин Борис Миколайович (1 лютого 1931—23 квітня 2007)                                | 31 грудня 1999    |                  |
| 2 | 1     |               | Путін Володимир Володимирович (нар. 7 жовтня 1952) (в.о. 31 грудня 1999—7 травня 2000) | 7 травня 2000     | 7 травня 2004    |
| 2 | 2     | 7 травня 2004 | Путін Володимир Володимирович (нар. 7 жовтня 1952) (в.о. 31 грудня 1999—7 травня 2000) | 7 травня 2008     |                  |
| 3 | 1     |               | Медведєв Дмитро Анатолійович (нар. 14 вересня 1965)                                    | 7 травня 2008     | 7 травня 2012    |
| 4 | 3     |               | Путін Володимир Володимирович (нар. 7 жовтня 1952)                                     | 7 травня 2012     | 7 травня 2018    |
| 4 | 4     | 7 травня 2018 | Путін Володимир Володимирович (нар. 7 жовтня 1952)                                     | 7 травня 2024     |                  |
| 4 | 5     | 7 травня 2024 | Путін Володимир Володимирович (нар. 7 жовтня 1952)                                     | Чинний президент  |                  |